# Lobozetes bilobatus
Lobozetes bilobatus är en kvalsterart som beskrevs av Hammer 1958. Lobozetes bilobatus ingår i släktet Lobozetes och familjen Ceratozetidae. Inga underarter finns listade i Catalogue of Life.